# Kis rókalepke
A kis rókalepke (Aglais urticae) a rovarok (Insecta) osztályának lepkék (Lepidoptera) rendjébe, ezen belül a tarkalepkefélék (Nymphalidae) családjába tartozó faj.

## Előfordulása
A kis rókalepke egész Európában honos, az Északi-fokig. Feltehetően az egyetlen nappali lepke, amely megszakítás nélkül előfordul Európa területén. A kis rókalepke ma még nagyon gyakori, mindenféle nyílt élőhelyen előfordul. Az egyik legelső tavaszi lepke Magyarországon.

## Megjelenése
Elülső szárnya 2,2–2,5 centiméter hosszú és élénk rókavörös, a felső szegély mentén fekete és világos foltokkal. A hátulsó szárnyak töve sötét színű. Mindkét szárnypár szegélye csipkézett és kék foltokkal díszített. A tüskés hernyó arany-zöld színét fekete csíkok tarkázzák.

## Életmódja
Főleg bokros erdőszéleken, erdei tisztásokon él, de szántókon, kertekben, parkokban is felbukkan – még a városokban is. A hegyvidékeken 3000 méterig megtaláljuk. A lepke különböző virágokból, főleg bogáncs- és bodzafélékből szívogatja a nektárt, de gyümölcsökön is látni. Bábja úgynevezett zuhanóbáb: ez testének hátsó végét rögzíti úgy, hogy a feje szabadon lecsüng.
Dél-Európában az első példányai már február végén megjelennek, északon azonban csak egy nemzedéke van, amely májustól repül. Magyarországon május és október között általában 2 nemzedéke van. Az I. május végétől júliusig, a II. augusztustól októberig repül. Az utóbbi nemzedék lepke alakban telel át. A lepkék barlangokban, pincékben, padlásokon telelnek át. Ha az időjárás kedvező, az első példányok már február végén – márciusban kirepülnek, ezzel az egyik legelső tavaszi lepke. A nőstény a nagy csalán leveleire petézik. A hernyók társasak, a közös szövedékben együtt maradnak. Hernyóidőszaka: az I. nemzedéké május–június, a II.-é július–augusztus.

## Képek
|  |  |